# أولاف كولستاد
أولاف كولستاد هو شخصية أعمال نرويجي، ولد في 16 يونيو 1920، وتوفي في 2 يوليو 1996.